# Casa de Juan Correcher
La casa de Juan Correcher situada en Cuenca (España) es un conjunto formado por una casa y sus dependencias. Se trata de una manifestación de arquitectura popular, dedicada a la actividad maderera. Es una de las últimas casas importantes que se construyen con una tipología tradicional, madera y piedra, antes de las técnicas de cemento y hierro; y una de las pocas que subsisten en una capital de provincia, hoy en una localización central urbana.  La severidad y la modestia de su aspecto externo obedecen a dos condicionantes, una por ser casa de labor urbana del siglo XIX, y otra por haber sufrido en dos ocasiones reparaciones superficiales en la fachada, que difuminaron su aspecto original. 

## Descripción
Consta, la fachada principal de los huecos mayores como dos ventanas y una portalada en planta baja y tres balcones en la principal. 
La técnica constructiva se fundamenta en la fórmula tradicional de casa con muros de mampostería y estructura general de madera, que es capaz de salvar grandes vuelos, sólo perceptibles en el interior. Los cielos rasos son de viguería y tablazón de madera. La techumbre es también de madera y sobre ella se asienta la cubierta a dos aguas, con canales y cobijas de teja árabe. El tejado se estructura en dos volúmenes, un cuerpo central más elevado, que conforma una cámara con desvanes, pajares, trojes y palomar. A este espacio alto y central se abren, en cada una de sus vertientes, ventanas o lucernas verticales llamadas buhardillas. Traspasan el tejado las numerosas chimeneas. 
La casa se compone de dos plantas, la baja dedicada a los animales y la alta a las personas. El perfecto rectángulo que ocupa el conjunto, está limitado por los muros constructivos de la casa y dependencias y por una alta tapia rematada por albardillas de teja o picado de vidrios como defensa. 
Además del edificio principal, el conjunto se compone de un pequeño huerto, hoy jardín rehundido, con fuente de piedra, todo correspondiente a la fachada posterior. Por el nivel del huerto, se accede a la cueva subterránea, que hacía función de bodega y pieza de conservación fresca. Más arriba, y separado por un muro de contención con albardilla de piedra, empieza el corral, todo correspondiente a la fachada posterior, donde dan los balcones y ventanas enrejadas de la planta principal, las buhardillas de la cámara y los ventanos, a ras de tierra, que dan luz a la zona baja de la casa. 
Por el nivel del huerto rehundido se accede a la cueva subterránea, que hacía función de bodega y de pieza de conservación fresca. Más arriba, y separado por un muro de contención con albardilla de piedra, empieza el corral, todo empedrado con guijarros del río. 
El cuerpo central de la casa, propiamente dicho, consta de entrada con portalón de madera de dos hojas y portillo incorporado, que da paso a la gran cuadra, que ocupa dos tercios del total de la planta. Tiene el suelo de troncos de pino embutidos en la tierra, este elemento compositivo convierte esta cuadra, probablemente, en única. Uno de sus paramentos es de piedra y otros de mampostería enfoscada. Se ven en este espacio los grandes vuelos sostenidos por las ciclópeas estructuras leñosas, que son portadoras de toda la construcción, cuya técnica tiene su origen en el siglo XVII. 